# Ludwig Heller (Pastor)
Balthasar Ludwig Daniel Heller (* 25. April 1805 in Lübeck; † 29. Juni 1878 ebenda) war ein deutscher evangelisch-lutherischer Geistlicher.

## Leben
Ludwig Heller war ein Sohn des Färbermeisters Samuel Friedrich Heller († 1857). Er besuchte bis Ostern 1826 das Katharineum zu Lübeck, wo Johann Heinrich Thöl sein Freund wurde, und studierte dann Philosophie und Evangelische Theologie. 1828 wurde er an der Universität Leipzig zum Dr. phil. et theol. promoviert. Er kehrte nach Lübeck zurück, wurde Kandidat des Geistlichen Ministeriums und unterrichtete an der auch Kandidatenschule genannten Vorbereitungsschule für Knaben, dem späteren Progymnasium Dr. Bussenius. Im Mai 1836 wurde er zum Prediger an der St.-Lorenz-Kirche in Lübeck-Travemünde berufen und am 28. Januar 1853 ihr Pastor.
Heller war Mitglied der Gesellschaft zur Beförderung gemeinnütziger Tätigkeit; er wurde ihr Chronist sowie 1835 Gründungsredakteur der (Neuen) Lübeckischen Blätter. Er hielt zahlreiche Vorträge auf ihren Versammlungsabenden über theologische, philosophische und historische Themen und wurde 1859 zum Ehrenmitglied der Gesellschaft ernannt. 1847 war er Teilnehmer am Germanistentag. Seit 1825 war er Freimaurer in der Lübecker Johannisloge Zum Füllhorn. Von 1862 bis 1865 war er als Nachfolger von Ernst Deecke ihr Vorsitzender Meister.
Am 17. Mai 1861 verlieh ihm die Theologische Fakultät der Universität Göttingen den Ehrendoktor.
Der Industrielle Ernst Heller, der Historiker Johannes Heller und der Indologe Ludwig Heller waren seine Söhne.

## Schriften
- Die Merkwürdigkeiten der Domkirche in Lübeck. Schmidt Söhne, Lübeck 1823; 2. Auflage 1835; 3. Auflage 1845 (Digitalisat der dritten Auflage).
- Vincentius Ferrer nach seinem Leben und Wirken dargestellt. Hayn, Berlin 1830 (Digitalisat der Bayerischen Staatsbibliothek).
- Hieronymus von Prag dargestellt. Lübeck 1835 (Digitalisat der Bayerischen Staatsbibliothek).
- Die Travemünder Kirchenordnung von Johannes Bugenhagen. Lübeck 1837
  - Wiederabdruck in: Der Keyserliken Stadt Lübeck Christlike Ordeninge, Lübeck 1531. Text mit Übersetzung, Erläuterung und Einleitung, hrsg. v. Wolf-Dieter Hauschild, Lübeck 1981, ISBN 3-7950-2502-8.
- Geschichte der Lübeckischen Gesellschaft zur Beförderung gemeinnütziger Thätigkeit. Rohden, Lübeck 1837 (Digitalisat der Bayerischen Staatsbibliothek).
- Nikolaus Hunnius. Sein Leben und Wirken. Ein Beitrag zur Kirchengeschichte des siebzehnten Jahrhunderts, größtentheils nach handschriftlichen Quellen. Rohden, Lübeck 1843 (Digitalisat der Bayerischen Staatsbibliothek).
- Geschichte der Lübeckischen Gesellschaft zur Beförderung gemeinnütziger Thätigkeit von ihrer Gründung bis zum Jahr 1857. Rohden, Lübeck 1859.